# Ostrov sokrovisjj
|  | For andre udgaver af Skatteøen, se Skatteøen (flertydig) |
Ostrov sokrovisjj (russisk: Oстpoв сoкpoвищ, da: Skatteøen) er en sovjetisk spillefilm fra 1982 af Vladimir Vorobjov baseret på romanen Skatteøen.

## Medvirkende
- Oleg Borisov som Long John Silver
- Fjodor Stukov som Jim Hawkins
- Victor Kostetskij som Dr. Livesey
- Vladislav Strzjeltjik som Squire Trelawney
- Konstantin Grigorjev som Smollett